# Druga rewolucja przemysłowa

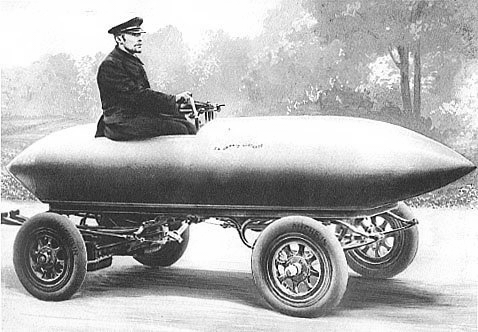
La Jamais Contente. Pierwszy samochód elektryczny, który pokonał prędkość 100 km/h, 1899

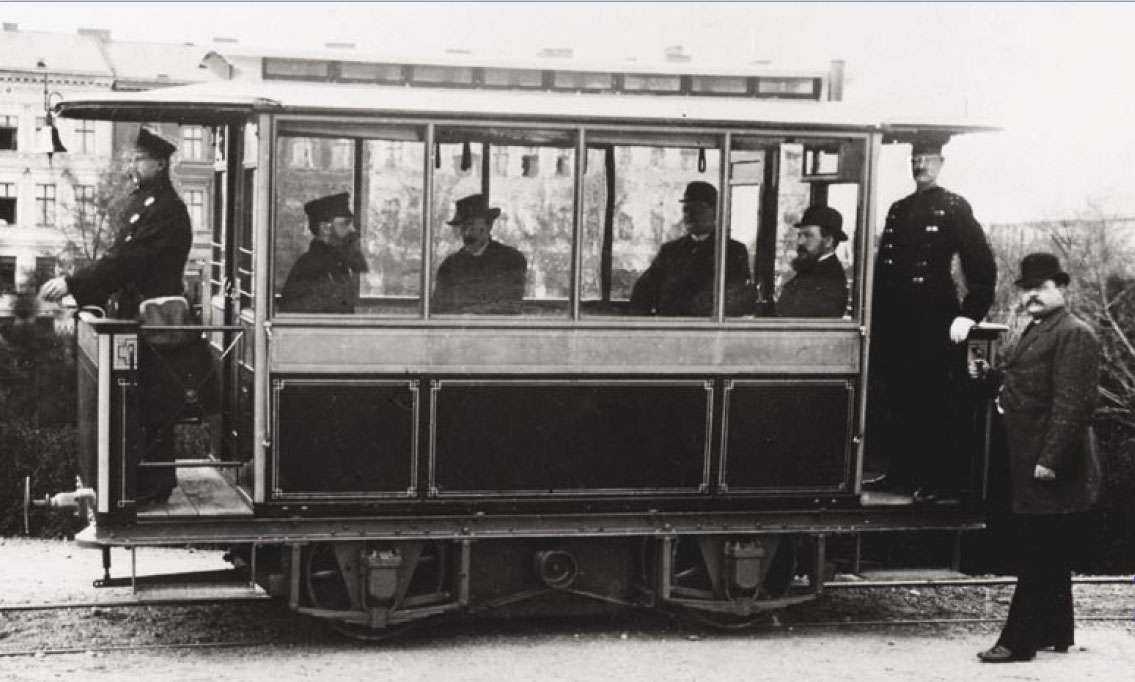
Pierwszy tramwaj elektryczny produkcji Siemens & Halske, 1881

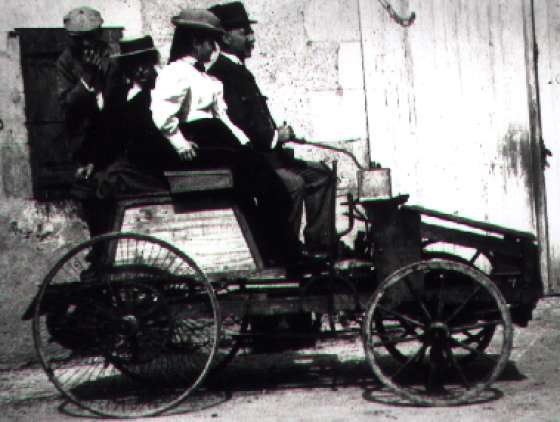
Pojazd z silnikiem gazowym Lenoira, 1896

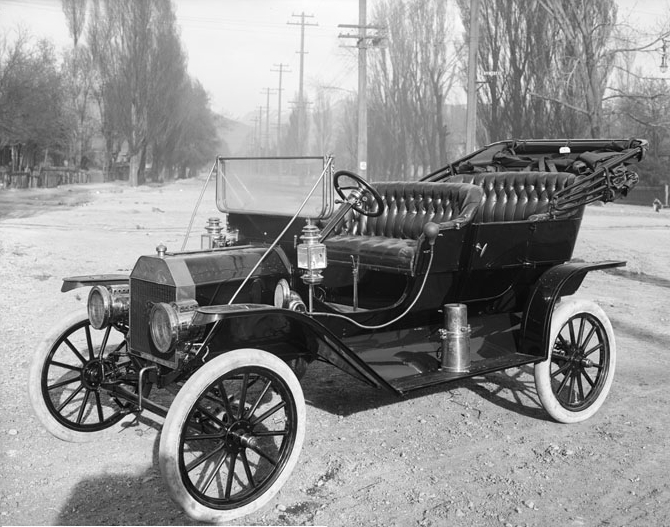
Ford model T (Tin Lizzie) z 1910

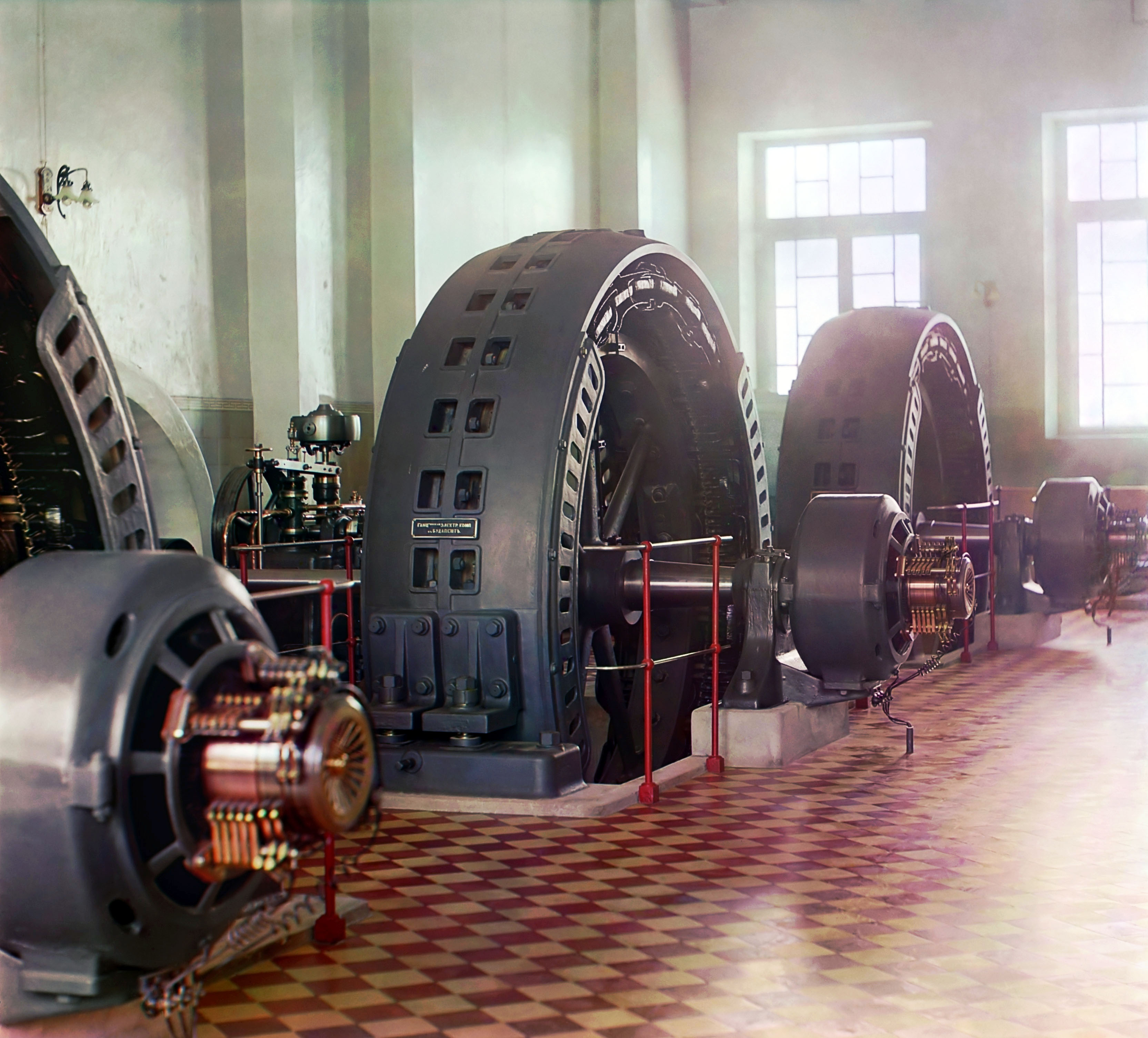
Generatory o mocy 1350 kW wyprodukowane w 1909 r. w Budapeszcie dla hydroelektrowni w Turkmenistanie

Druga rewolucja przemysłowa – rewolucja przemysłowa, która przypada na drugą połowę XIX i początki XX stulecia. Spowodowana została gwałtownym rozwojem nauki i techniki, któremu towarzyszyło powstanie nowych rozwiązań technicznych, począwszy od silnika gazowego, poprzez dynamit i karabin maszynowy, aż po telefon w 1876, żarówkę w 1879, odkurzacz elektryczny w 1907 i radio w 1908 roku. Pojawiły się nowe wynalazki: maszyna do szycia, maszyna do pisania, rower, aparat fotograficzny, lampa naftowa, tramwaj, metro, samochód, motocykl i samolot.

## Przewrót w hutnictwie i metalurgii
W 1735 r. Abraham Darby jako pierwszy wytopił surówkę, stosując koks zamiast węgla drzewnego. Pod koniec wieku XVIII Henry Cort opracował nową metodę przerabiania surówki na stal, zwaną pudlingowaniem, a polegającą na świeżeniu surówki w specjalnym piecu. W 1784 r. opatentował on piec pudlarski, znacznie wydajniejszy w porównaniu do wcześniej stosowanych fryszerek. Piec posiadał mieszadła, które wytrącały zanieczyszczenia, przez co można było wykorzystywać węgiel kamienny bezpośrednio do wytopu żelaza. W 1856 r. Henry Bessemer opatentował metodę produkcji stali bezpośrednio z rozgrzanego żelaza (eliminując proces pudlarski) poprzez przedmuchiwanie surówki i zamienianie jej na stal bezpośrednio w konwertorze (tzw. gruszce Bessemera). Jednak wynalazek Bessemera miał poważną wadę, mianowicie żelazo otrzymywane jego metodą zawierało duże ilości siarki i fosforu. Metodę ich usuwania opatentował dopiero w 1877 r. Sidney Gilchrist Thomas. W 1864 roku do wytopu stali zastosowano piec wannowy. Metody Bessemera i Thomasa zostały udoskonalone później przez francuskich metalowców (ojca François Marie Emile Martin (1794-1871) i syna Pierre-Émile Martin (1824–1915)) Martinów oraz braci Siemensów: Carla Wilhelma (1823–1883) i Friedricha (1826–1904) (piec martenowski). W 1900 r. Paul Louis Héroult zbudował piec elektryczny (piec łukowy) do wytopu metali.

## Powstanie motoryzacji
W 1853 roku Ignacy Łukasiewicz po raz pierwszy dokonał destylacji ropy naftowej w Bóbrce koło Krosna na Podkarpaciu, a Étienne Lenoir w Paryżu zbudował gazowy silnik spalinowy, za pomocą którego wprawił w ruch pojazd, natomiast Nikolaus Otto udoskonalił go wprowadzając czterosuwowy cykl pracy. Silnik ten został z kolei wykorzystany w motocyklu i samochodzie zbudowanym w 1885 przez Carla Benza i Gottlieba Daimlera. Stopniowo samochody udoskonalano, zaczęto nawet organizować wyścigi samochodowe. Henry Ford stworzył pierwszą w USA fabrykę samochodów, w której zastosowano taśmowy sposób produkcji. Rudolf Diesel wynalazł nowy wysokoprężny silnik spalinowy zasilany paliwem płynnym. Charles Goodyear w 1839 wynalazł technologię produkcji gumy, a w 1844 opatentował sposób wulkanizacji kauczuku, natomiast zasługą Szkota Johna Boyda Dunlopa było opatentowanie opon pneumatycznych. W 1903 roku Amerykanie – bracia Wilbur Wright i Orville Wright zastosowali silnik spalinowy do napędu samolotu. Wynalezienie silnika spalinowego stworzyło nową dziedzinę przemysłu, zarazem pozwoliło skonstruować znakomity środek transportu ludzi i towarów. Umasowienie produkcji samochodów nastąpiło najwcześniej w Ameryce.
Została ona po raz pierwszy zastosowana w fabryce Henry’ego Forda, który w 1907 roku wyprodukował tani samochód osobowy Tin Lizzie (ang.: Blaszana Elcia). W 1909 roku Ford produkował 12 tysięcy sztuk rocznie, w 1910 roku – 19 tysięcy sztuk, a w 1915 roku przekroczył milion sztuk rocznie. Równolegle obniżał cenę swego samochodu. Początkowo Ford kosztował 950 dolarów, a w 1926 roku jego cena wynosiła już tylko 250 dolarów.

## Zastosowanie elektryczności
Odkrycie zjawiska indukcji magnetycznej przez Michaela Faradaya pozwoliło Gramme’owi zbudować prądnicę elektryczną zdolną do ciągłej pracy. Pierwsza elektrownia zbudowana przez Edisona rozpoczęła pracę w Nowym Jorku. Początkowo budowano elektrownie prądu stałego, mało przydatne, ze względu na niewielki zasięg. Prąd przezmienny rozwiązał problem przesyłu energii elektrycznej na większe odległości. We Francji zbudowano prądnicę i akumulator elektryczny. Wynalazek prądnicy elektrycznej umożliwił wprowadzanie oświetlenia łukowego. Ze względu na to, że było bardzo jasne i jaskrawe nadawało się jedynie do oświetlania placów i ulic. Problem oświetlenia mieszkań, biur i sklepów rozwiązała zbudowana przez Edisona żarówka. Wynalezienie turbiny wodnej przez Benoît Fourneyrona w 1855 roku, a następnie jej udoskonalenie pozwoliło na budowę pierwszej elektrowni wodnej na Niagarze. W Berlinie natomiast na skutek prac Ernsta Wernera Siemensa od 1881 roku kursowały tramwaje elektryczne. Dało to początek zastosowania silnika elektrycznego w kolejnictwie. Próby powiodły się i już w 1901 roku zakończono elektryfikację paryskiego węzła kolejowego.

## Organizacja i zarządzanie
Masowa produkcja przemysłowa była możliwa nie tylko dzięki mechanizacji, lecz także wdrażaniu nowoczesnych technologii oraz metod kierowania. Rozwinęła się standaryzacja części, niezbędna w warunkach montażu złożonych produktów. Objęła ona wytwarzanie broni, wagonów kolejowych, maszyn rolniczych, a następnie silników elektrycznych i spalinowych, aparatury chemicznej, sprzętu elektrotechnicznego i teletechnicznego oraz samochodów. Zastosowano system taśmowy, polegający na takiej harmonizacji poszczególnych czynności robotników i urządzeń, aby produkcja przebiegała bez przerwy. System ten znalazł zastosowanie w rodzącym się przemyśle samochodowym.
Postępowi w zarządzaniu sprzyjał rozwój naukowej organizacji pracy (scientific management). Dyscyplina ta wyrosła z obserwacji praktyki fabrycznej i podejmowanych eksperymentów badawczych, a jej celem było uzyskanie maksymalnej wydajności pracowników oraz produktywności maszyn i urządzeń w wyniku usprawnień organizacyjnych. Do pionierów postępu organizacyjnego należał Amerykanin Frederick Winslow Taylor, który dążył do zwiększenia wydajności pracy przez precyzyjne określenie czynności i czasu potrzebnego robotnikowi na wykonanie danego elementu. Podkreślał wagę organizacji stanowiska roboczego i norm pracy oraz propagował akordową formę wynagradzania robotników.
Zalecenia Taylora początkowo spotkały się z niechęcią ze strony robotników, związków zawodowych, a przede wszystkim partii lewicowych. Tayloryzm potraktowano jako chęć zwiększenia wyzysku proletariatu. Dlatego w 1911 r. zaledwie 50 tys. osób w Stanach Zjednoczonych pracowało zgodnie z jego zaleceniami. Większy sukces odniosły koncepcje Francuza Henriego Fayola dotyczące funkcjonowania zarządów przedsiębiorstw i urzędów administracji państwowej. Fayol, na podstawie wieloletnich praktycznych obserwacji, sformułował ogólne zasady kierowania przedsiębiorstwem oparte na autorytecie, dyscyplinie, ładzie i inicjatywie personelu.
Stopniowo upowszechniana naukowa organizacja pracy stała się podstawą istotnych zmian w metodach kierowania produkcją i zespołami pracowniczymi. Jej efekty ekonomiczne wyrażały się w postaci wzrostu wydajności pracy, osiąganego bez dodatkowych nakładów inwestycyjnych.

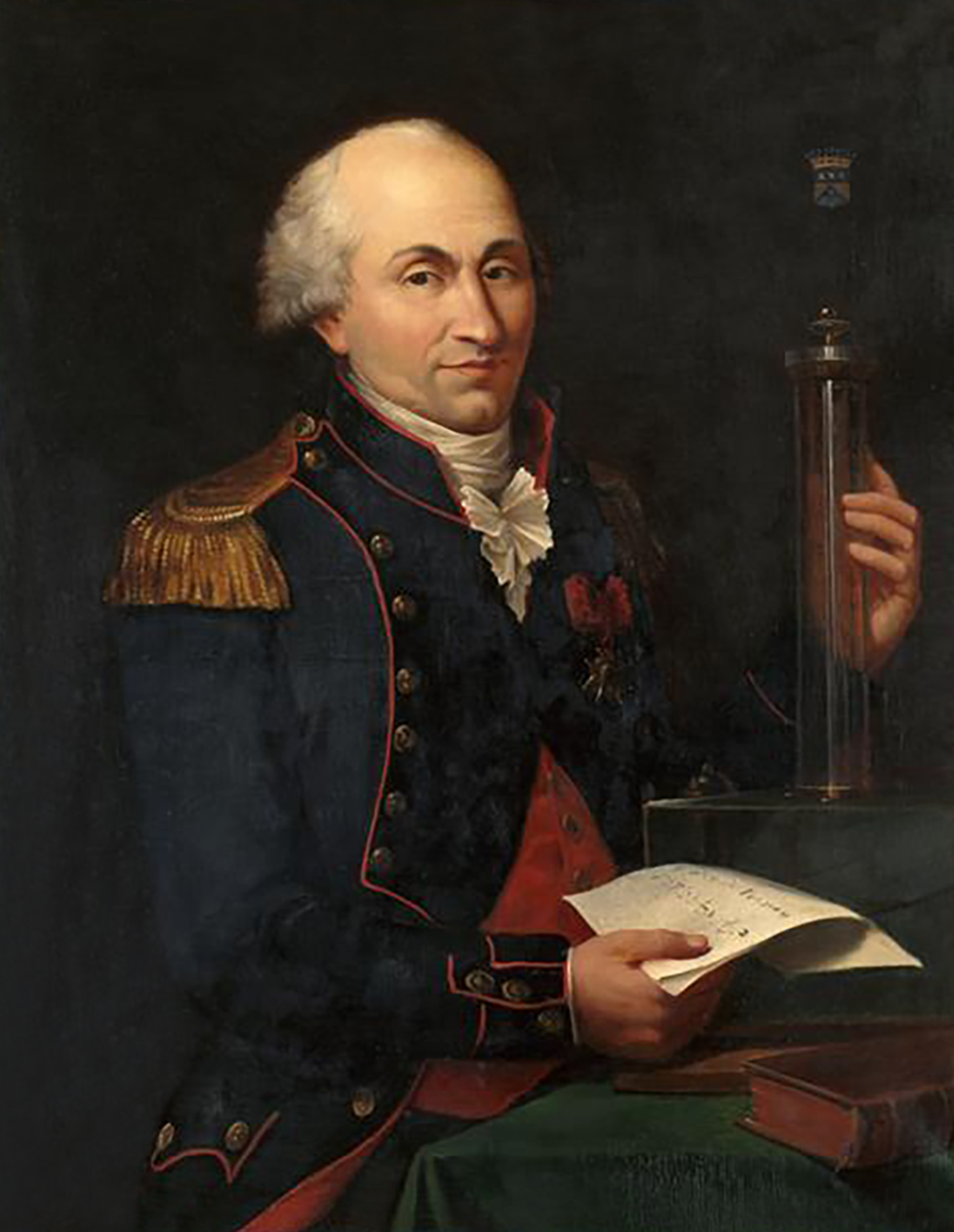
Charles Augustin de Coulomb (1736–1806)

## Postacie epoki drugiej rewolucji przemysłowej

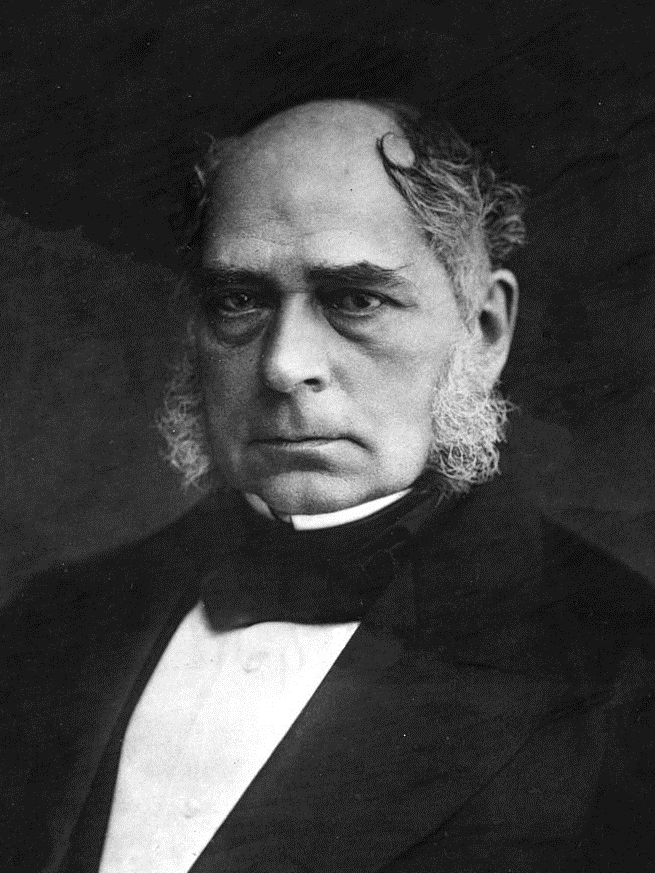
Henry Bessemer (1813–1898)
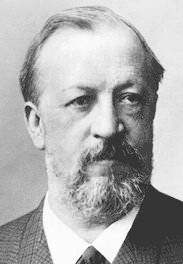
Nikolaus Otto (1832–1891)
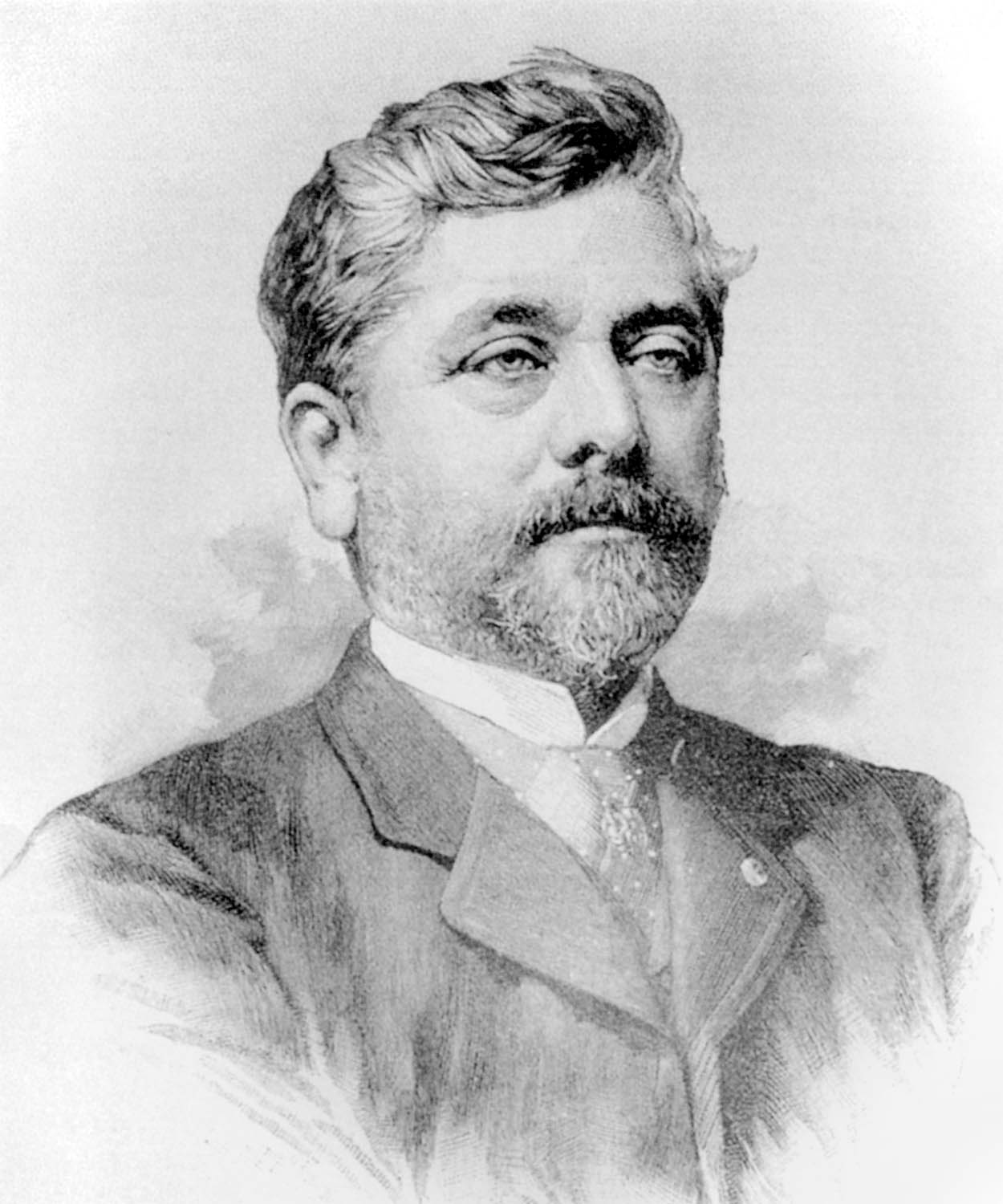
Gustave Eiffel (1832–1923)
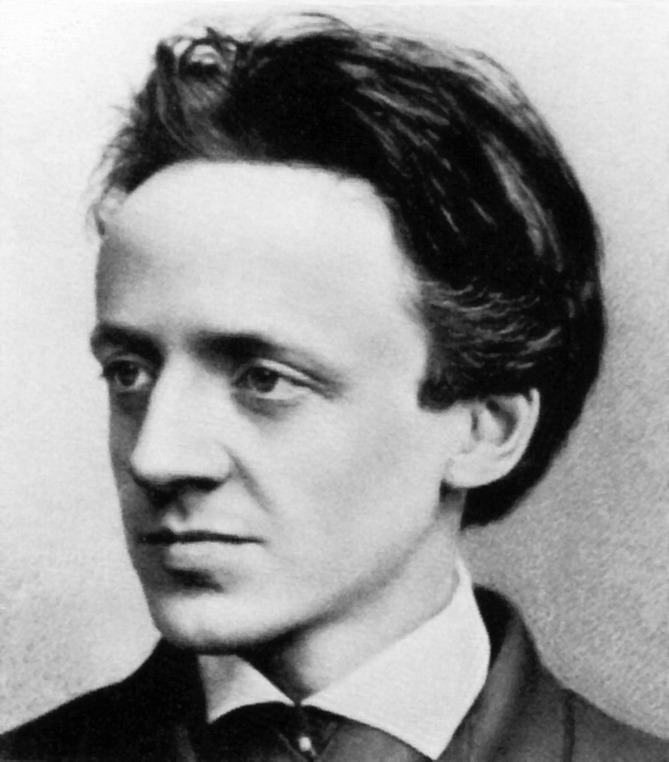
Sidney Gilchrist Thomas (1850–1885)
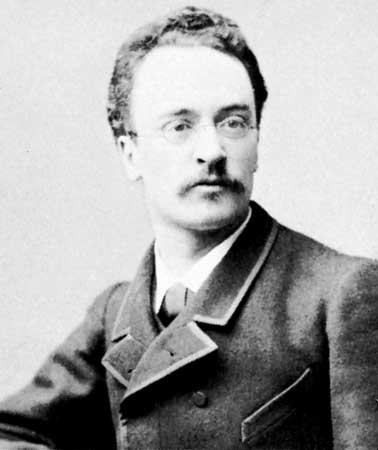
Rudolf Diesel (1858–1913)
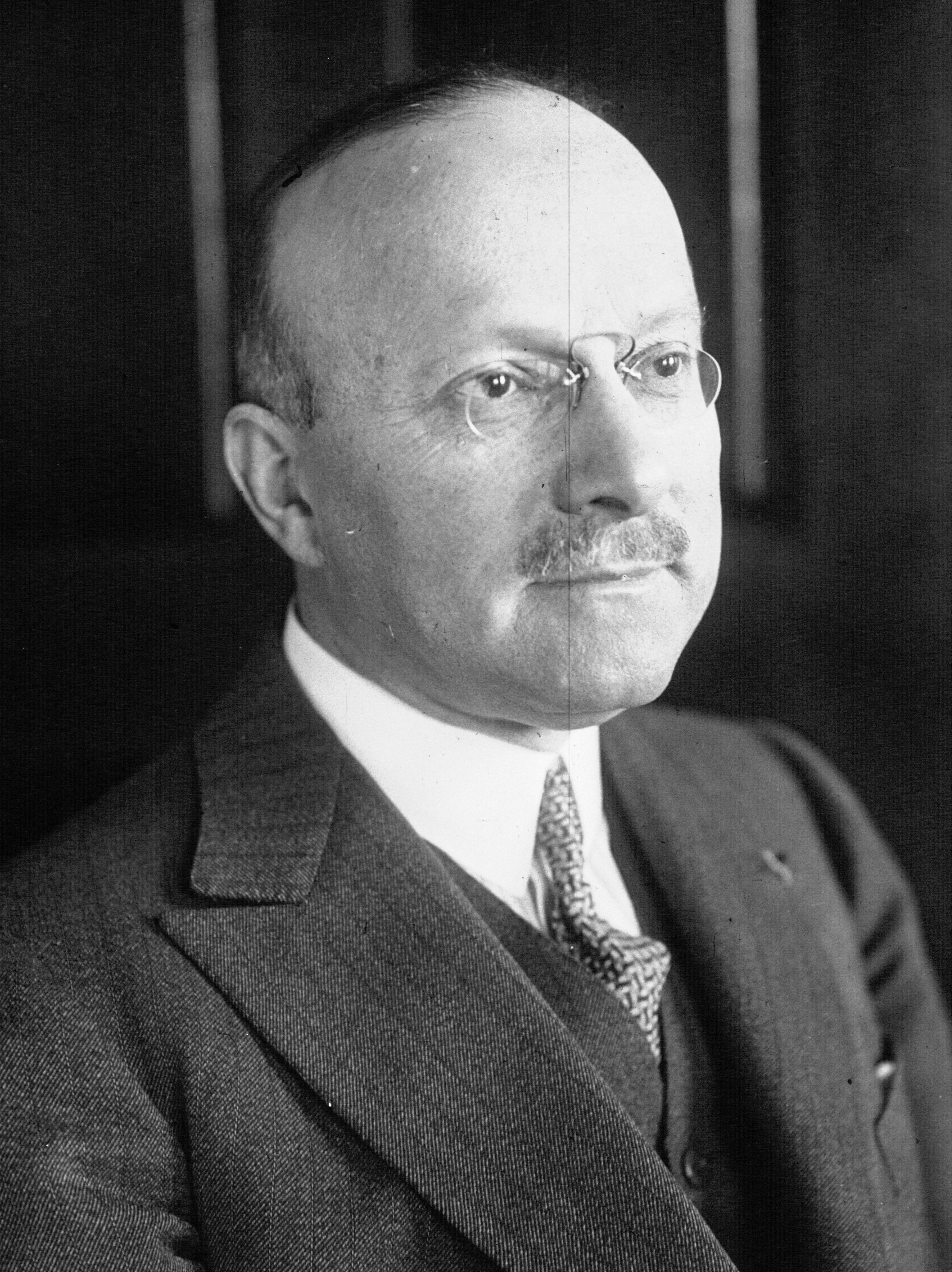
André Citroën (1878–1935)
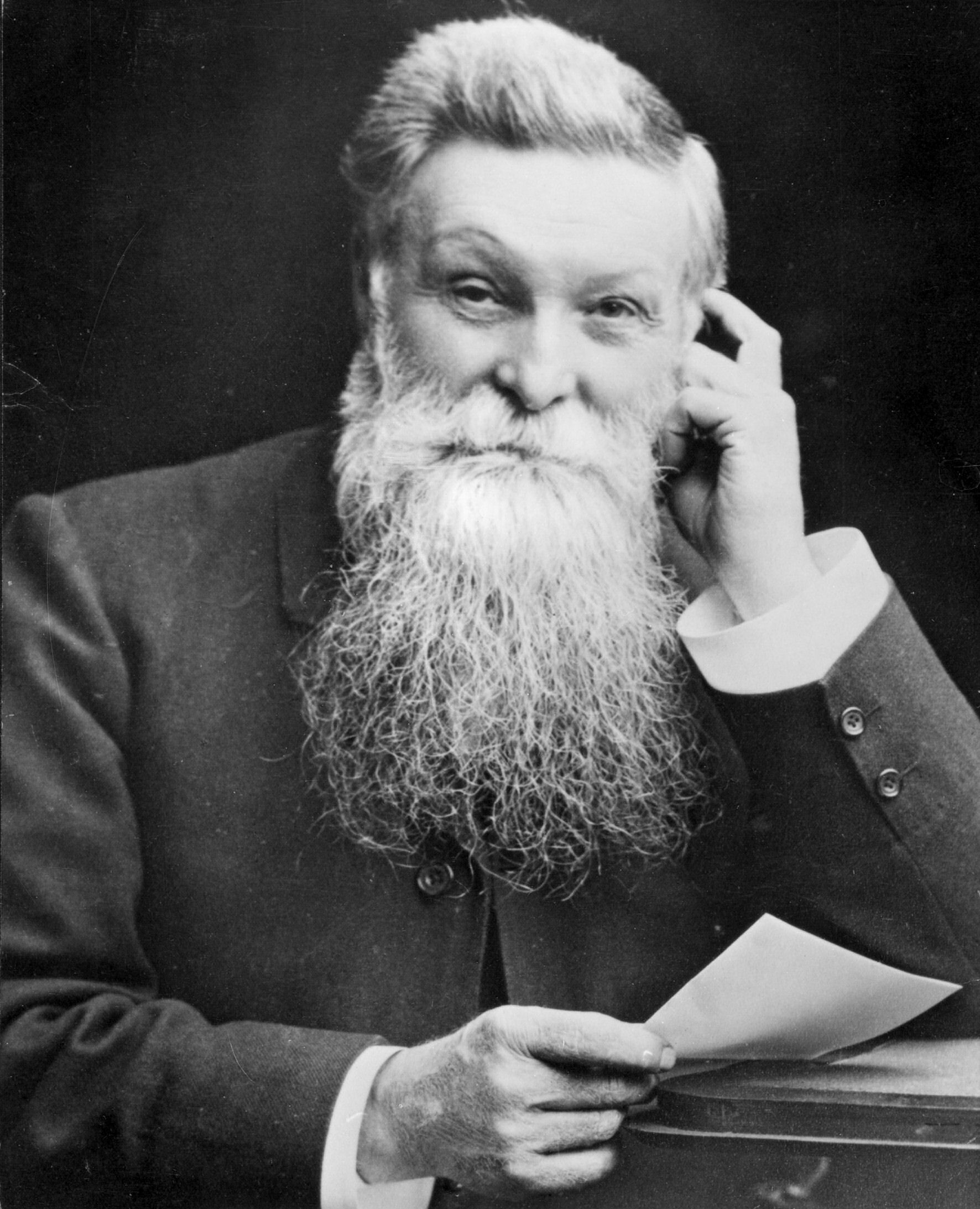
John Boyd Dunlop (1840–1921)
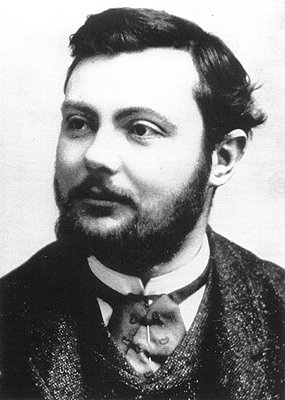
Paul Louis Héroult (1863–1914)
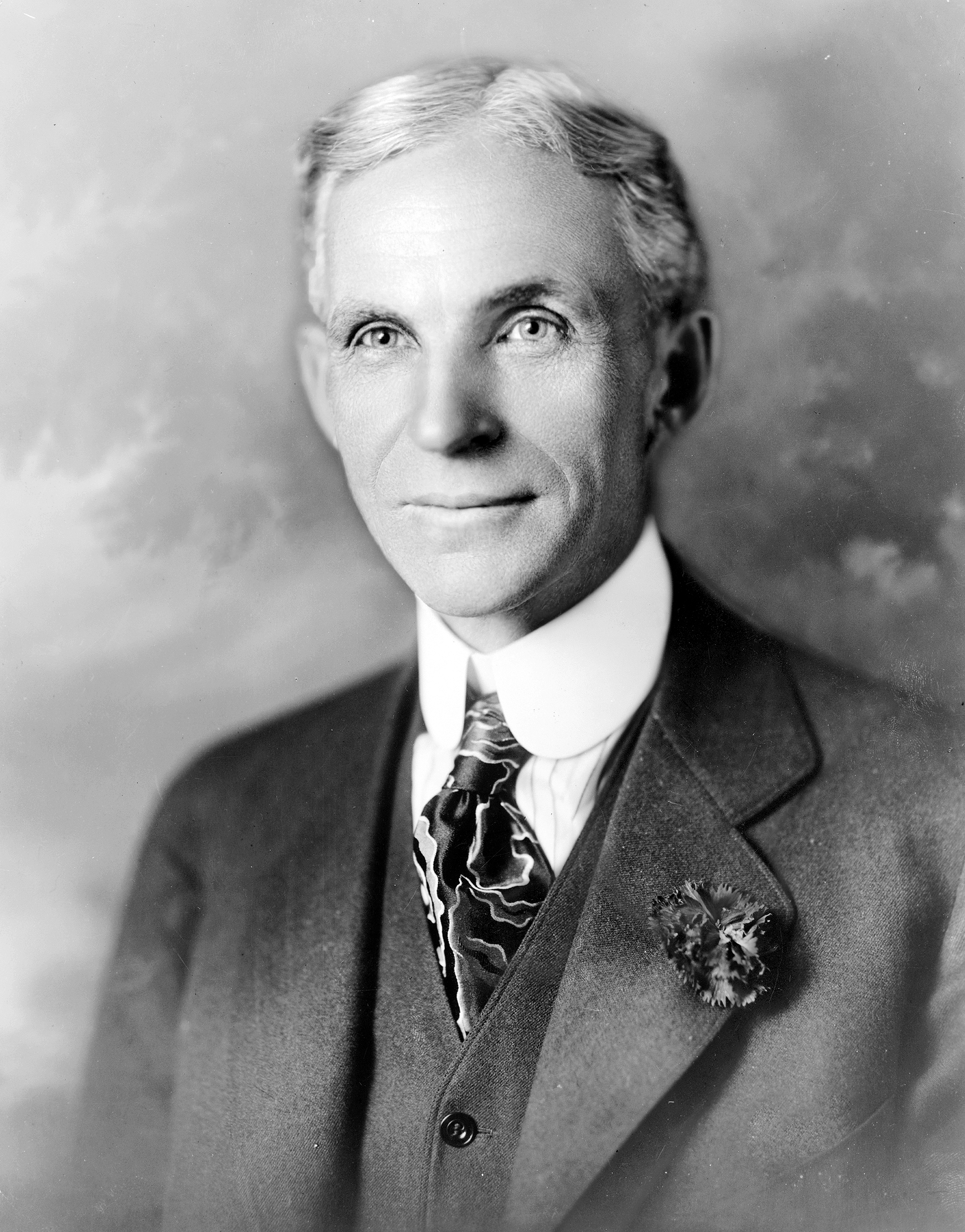
Henry Ford (1863–1947)

## Maszyny i urządzenia

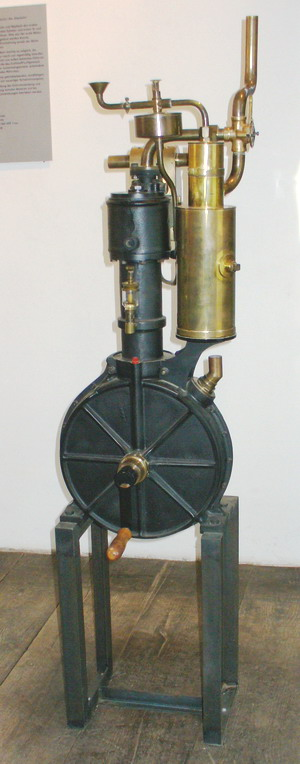
Silnik Daimlera z 1885
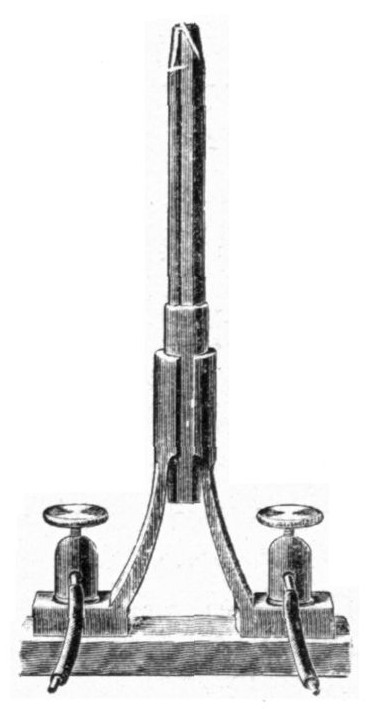
Świeca Jabłoczkowa z 1876
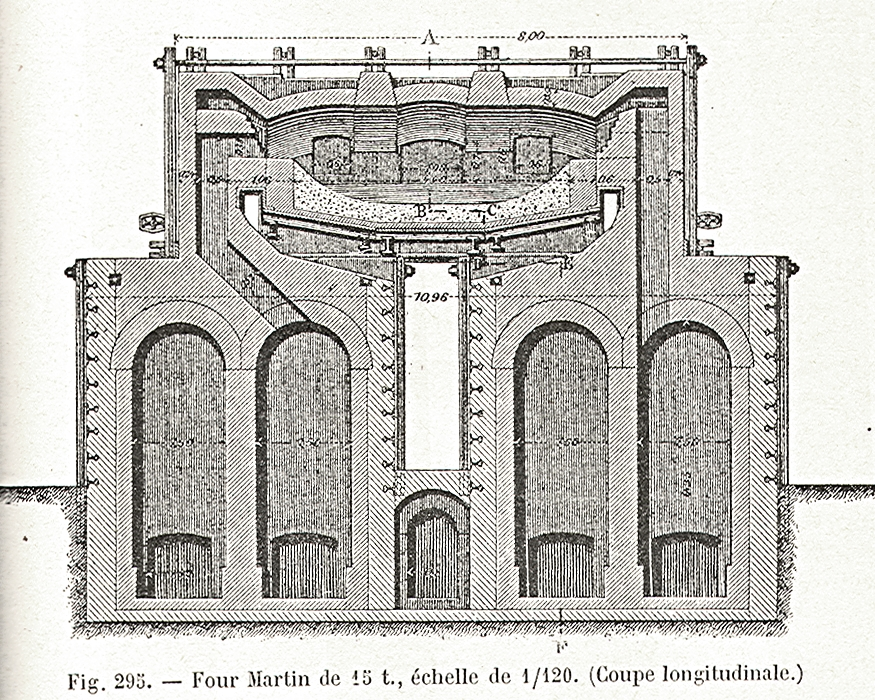
Piec martenowski z 1895
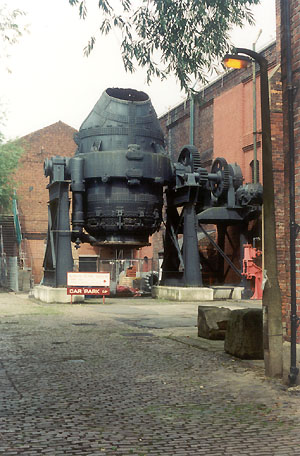
Konwertor Bessemera w Sheffield
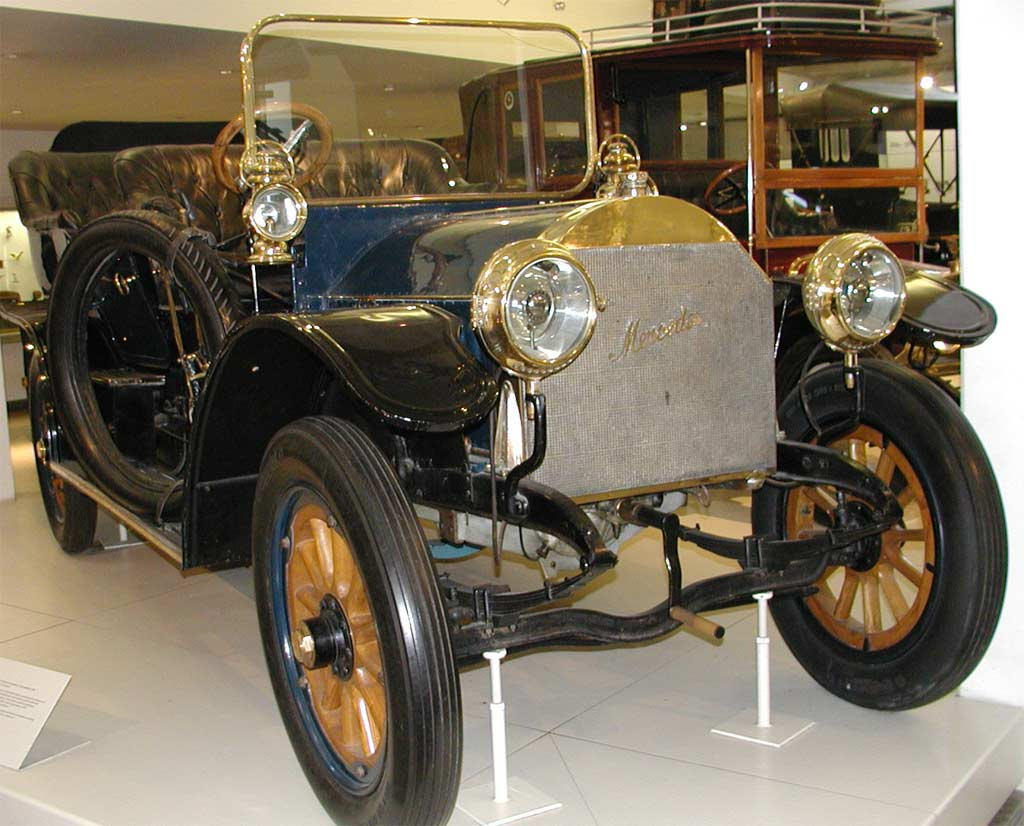
Mercedes Simplex z 1902
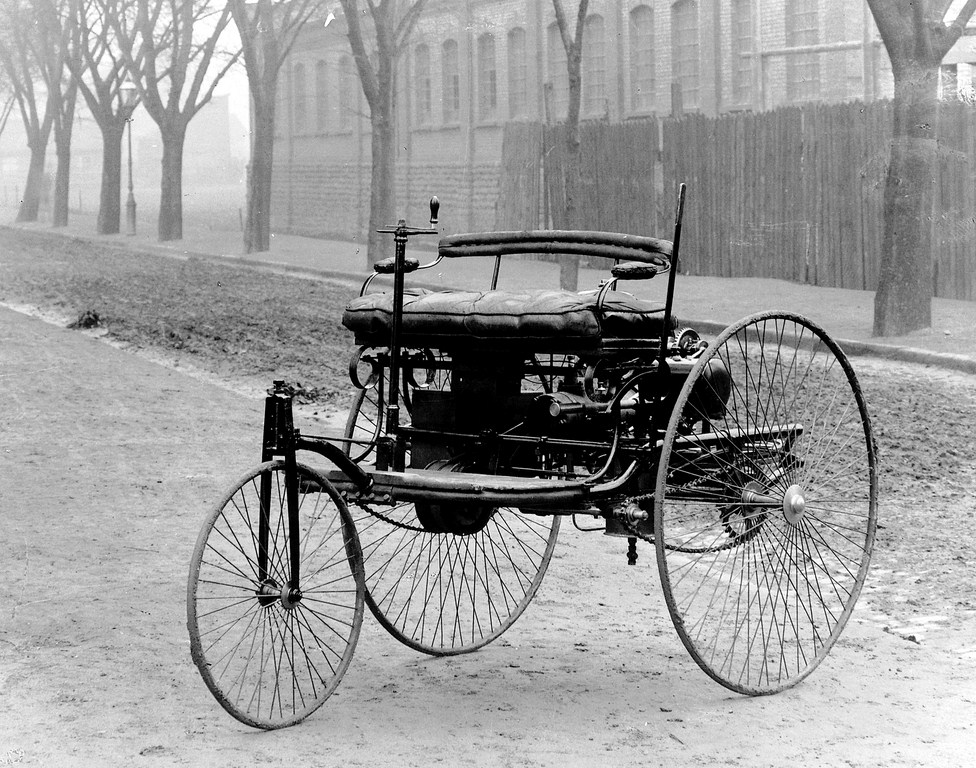
Pojazd Benza z 1885
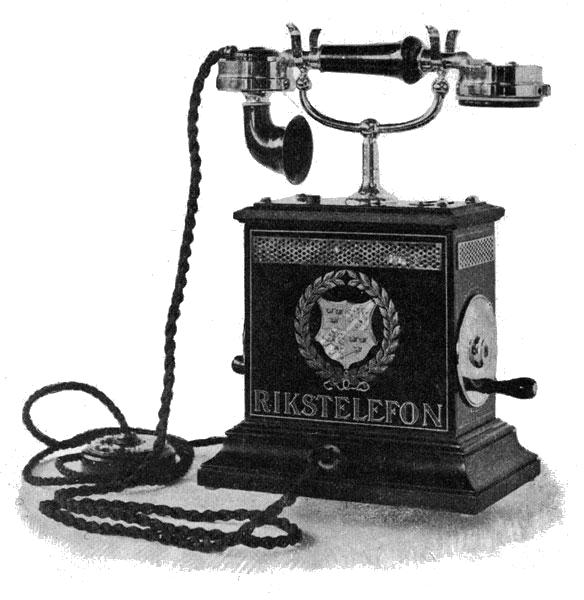
Telefon z 1896